# Linburörelsen
Linburörelsen eller Linbusamfundet är en nyreligiös rörelse, grundad 1976 av norrmannen Hallstein Farestveit (alias Linbu) och svenskan Lillian Agvald, under namnet "Glädjens och Solens samfund". Rörelsen har uppskattningsvis 30-60 medlemmar i Sverige och är starkt influerad av armeniern Georgij Gurdzjijevs (1877-1949) läror.
Rörelsen är organiserad som en stiftelse som bedriver jordbrukskollektiv och stuteri i Ellingebo utanför Hedekas i Bohuslän och i Killeberg och Pjätteryd utanför Älmhult i Småland samt tillverkar och säljer smycken (tidigare genom företaget Arcena Solicenter AB som nu gått i konkurs). Linburörelsen har av avhoppare anklagats för att vara en sekt som orsakar psykisk ohälsa genom att få medlemmarna att säga upp kontakten med släkt och vänner och tvinga folk att arbeta mycket och sova och äta lite.